# 长春汽车职业技术大学
长春汽车职业技术大学，原名长春汽车工业高等专科学校，位于吉林省长春市。1952年学校由一汽集团创办，初名长春汽车技术学校；2009年学校划归长春市政府主办。截至2016年1月学校占地面积达50万平方米，学生9600余人，教职工540余人。学校先后获得国家示范性高等职业院校、国家现代学徒制试点单位、国务院教育体制改革试点项目单位、全国高职院校国际影响力50强、全国职业院校就业竞争力示范校、吉林省首批现代职业教育示范校、国家、省、市职业教育先进单位、第四届黄炎培职业教育奖优秀学校、全国职业院校魅力校园、长春市百姓最满意单位、长春市“文明单位”等荣誉称号。 

## 办学规模
截至2016年1月学校占地面积达50万平方米，有在校学生9600余人，教职工540人。拥有国家级教学团队1个，省优秀教学团队6个；拥有长白山技能名师12名，具有企业认证资质的专业教师80余名。学校内建有汽车实训基地、机电实训基地和实训实验室146个。
学校共开设17个专业。汽车运用技术专业群，汽车工程专业群，现代制造技术专业群，自动控制技术专业群，汽车服务与贸易专业群等五大专业群。其中5个国家级示范专业、5个省级示范专业、3个全国高职高专首开专业。